# Poza czasem: Muzyka duszy
Poza czasem: Muzyka duszy – album Anny Jurksztowicz z muzyką kontemplacyjno-relaksacyjną wydany w 2014 roku.

## Lista utworów
1. Poza czasem (Radio remix)
2. O duszo ma (Oh, my Soul)
3. Gobinde, mukande
4. Pieśń baobabu (The Baobab Tree Song )
5. Om NamahShivaya
6. Poza czasem (wersja medytacyjna)
7. Jesteś dniem wczorajszym SKY Egiptian Opera (wersja w języku angielskim)
8. Jesteś dniem wczorajszym SKY Egiptian Opera (wersja w języku polskim)
9. Abendempfindung (wersja w języku niemieckim)
10. Łza Mozarta (Abendempfindung wersja w języku polskim)
11. Wieczny słońca blask (Long Time Sun)
12. Poza czasem (wersja a capella)